# Scenopinus katbergi
Scenopinus katbergi är en tvåvingeart som beskrevs av Kelsey 1969. Scenopinus katbergi ingår i släktet Scenopinus och familjen fönsterflugor. Inga underarter finns listade i Catalogue of Life.